# Zeitgenössische Architektur

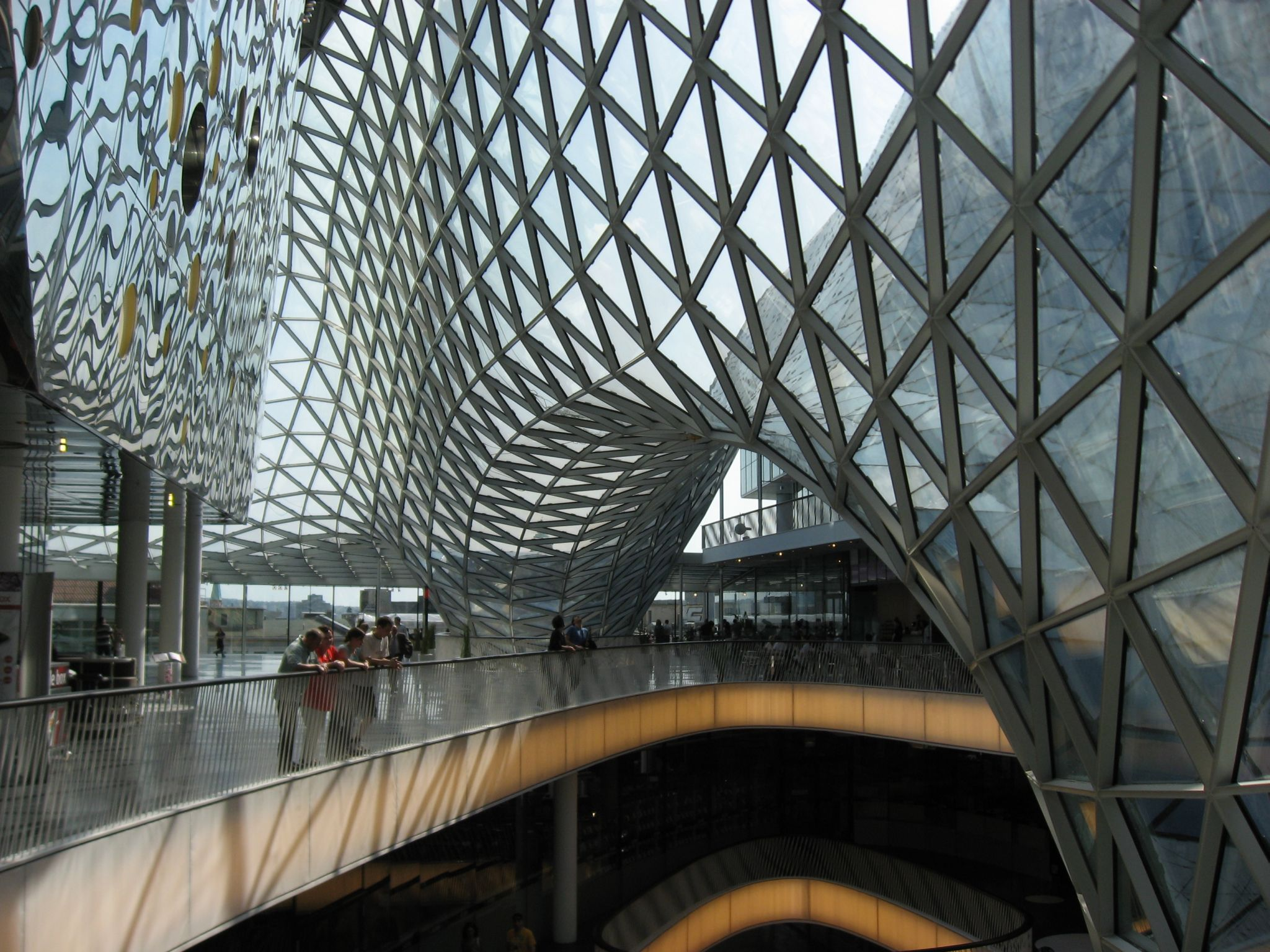
Beispiel für Gegenwartsarchitektur des 21. Jahrhunderts: MyZeil-Einkaufszentrum in Frankfurt, eröffnet 2009

Als Zeitgenössische Architektur bezeichnet man Bauwerke und Entwürfe in der Architektur, die von Zeitgenossen hergestellt werden. Wenn nicht ausdrücklich ein zurückliegender Zeitrahmen genannt wird, ist damit die Gegenwartsarchitektur gemeint. Wie auch in der Zeitgenössischen Kunst im Allgemeinen wird der Begriff im Sinne Gegenwartsarchitektur vor allem in der Fachwelt benutzt, um die umgangssprachlich verbreitete, aber sehr unpräzise Bezeichnung Moderne Architektur zu vermeiden und von der Architektur der Moderne abzugrenzen.
Mit dem Begriff ist keine Aussage hinsichtlich Architekturstil, Baukonstruktion, Bauform oder hinsichtlich Zugehörigkeit zu einer Architekturströmung, -bewegung oder -gruppe verbunden. Aktuelle Trends und Tendenzen sind weder räumlich noch zeitlich klar abgrenzbar. Der Artikel Geschichte der Architektur führt einige aktuelle Strömungen auf.